# Доњи Кукурузари
Доњи Кукурузари су насељено место и средиште општине у Банији, у саставу Сисачко-мославачке жупаније, Република Хрватска.

## Историја
Свети мученик Теодор Комоговински је овде рођен око половине 18. века.
У месту је српски православни храм посвећен Успењу Пресвете Богородице или празнику Великој Госпојини. Помиње се 1819. године месни православни парох поп Сава Мајкић. Према извештају из 1873. године Кукурузари су парохијска филијала парохије у селу Бабина ријека. То је парохија другог платежног разреда чију чини шест села. Укупно је 150 домова са 1608 православних душа. А православна Успенска црква је Кукурузарима, где служи и парох поп Рафаил Зец, којем помаже син Никола, као лични капелан. Умро је 1907. године парох поп Никола Зец, у 59-ој години; он је наследио оца Рафаила у парохији. За време Првог светског рата аустроугарске војне власти скинуле су оба звона са звоника цркве. Мештани су набавили два нова звона, тешка 600 и 200 килограма, јула 1930. године. Православна богомоља у Доњим Кукурузарима срушена је 1945. године.
Године 1869. Кукурузари су место у 2. Банској регименти, вашар се ту одржава 27. августа и у "хрватски ускрсни понедељак". У месту је 1865. године живело 700 православаца и 186 католика.
Трговац Милан Драгић је 1910. године дао прилог за загребачко "Српско коло".
Године 1882. привремени учитељ при сеоској народној школи Јован Чудић, утврђен је за сталног. Та школа се назива 1891. године "Пучка школа". Постала је тада уплативши чланарину од 10 ф. (колективни) члан Матице српске у Новом Саду. Било је 1895. године упражњено место за учитеља "грчко-источне вере" (православне) у Кукурузарима, са понуђенм платом од 800 круна. При Државној основној школи у Кукурузарима је 1928. године отворено треће одељење. Месни учитељ Владимир Зец одликован је 1923. године Орденом Св. Саве V реда.
Основана је током 1931. године Соколска чета у Кукурузарима.
Измењено је 1952. године име насеља: од Доњи Кукурузари постаје само Кукурузари. Постојала су од 1900. године два села: Горњи Кукурузари и Доњи Кукурузари. А до 1890. године назива се јединствено насеље само Кукурузари (подаци за Доње кукурузаре).
Доњи Кукурузари су се од распада Југославије до августа 1995. године налазили у Републици Српској Крајини. До нове територијалне организације у Хрватској налазили су се у саставу бивше општине Костајница.

## Становништво
На попису становништва 2011. године, општина Доњи Кукурузари је имала 1.634 становника, од чега у самим Доњим Кукурузарима 297.
| година пописа | укупно | Хрвати         | Срби         | остали     |
| ------------- | ------ | -------------- | ------------ | ---------- |
| 2011.         | 1.634  | 1.053 (64,44%) | 569 (34,82%) | 12 (0,74%) |

## Попис 1991.
На попису становништва 1991. године, насељено место Доњи Кукурузари је имало 301 становника, следећег националног састава:
| Попис 1991.‍  | Попис 1991.‍  | Попис 1991.‍ | Попис 1991.‍ | Попис 1991.‍ |
| ------------ | ------------ | ----------- | ----------- | ----------- |
|              |              |             |             |             |
| Срби         | Срби         |             | 249         | 82,72%      |
| Хрвати       | Хрвати       |             | 43          | 14,28%      |
| Југословени  | Југословени  |             | 2           | 0,66%       |
| неопредељени | неопредељени |             | 6           | 1,99%       |
| непознато    | непознато    |             | 1           | 0,33%       |
| укупно: 301  |              |             |             |             |